# Rhondda Cynon Taf
Rhondda Cynon Taf je jedno z hrabství a administrativní oblast na jihovýchodě Walesu ve Spojeném království.

## Historie
Od roku 1996 patří mezi městská administrativní hrabství, v letech 1974 - 1996 byly na tomto území distrikty Rhondda, Cynon Valley a většina distriktu Taff-Ely z hrabství Mid Glamorgan. Původně v tradičním hrabství Glamorgan.

## Města
- Aberdare
- Tonypandy